# Centro Integrado de Defesa Aérea e Controle de Tráfego Aéreo

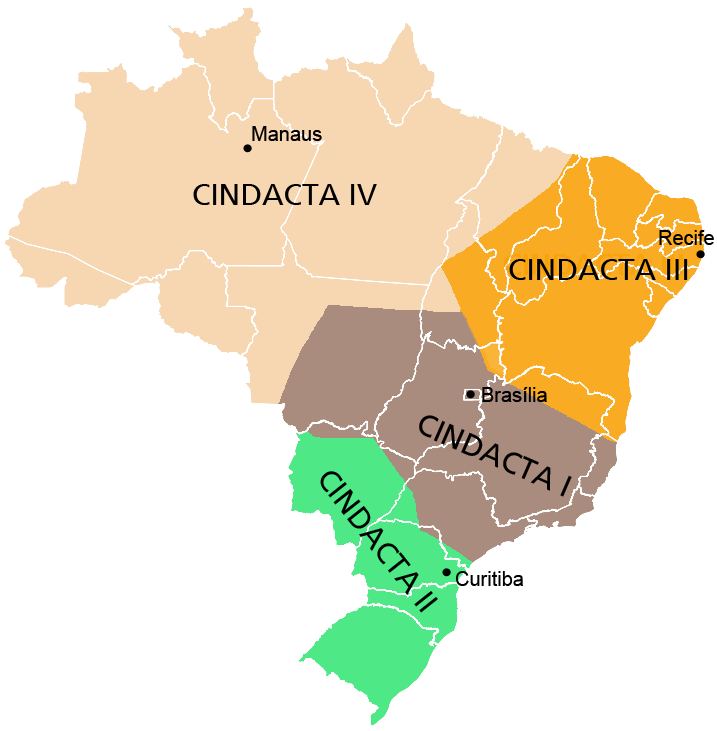
CINDACTA I (Brasília)
CINDACTA II (Curitiba)
CINDACTA III (Recife)
CINDACTA IV (Manaus)

Centro Integrado de Defesa Aérea e Controle de Tráfego Aéreo (CINDACTA) são quatro centros de controle de tráfego aéreo do Brasil em operação, localizados em quatro cidades e cada responsável para diferentes regiões do espaço aéreo brasileiro.
- CINDACTA I: localizado em Brasília, próximo ao Pres. Aeroporto Internacional Juscelino Kubitschek: a praça que compreende Rio de Janeiro, São Paulo, Belo Horizonte e Brasília;[1]
- CINDACTA II: localizado em Curitiba, próximo ao Aeroporto de Bacacheri: Região Sul, Mato Grosso do Sul e zona sul de São Paulo;[2]
- CINDACTA III: localizado em Recife, próximo ao Aeroporto Internacional de Recife: Região Nordeste e oceano entre Brasil e África e Europa;[3]
- CINDACTA IV: localizado em Manaus, próximo ao Aeroporto Internacional Eduardo Gomes: Amazônia Brasileira.[4]